# 阿莱西奥·里卡尔迪
阿莱西奥·里卡尔迪（義大利語：Alessio Riccardi，2001年4月3日—）是一名意大利足球运动员，场上司职中场，目前被意甲球队罗马外租至意乙球队佩斯卡拉。

## 俱乐部生涯
里卡尔迪出自罗马青训，从2017年开始他一直为U19征战青年联赛。
2019年1月14日，在罗马奥林匹克体育场举行的意大利杯罗马4-0战胜恩特拉一役中，以17岁的年龄，里卡尔迪在下半场换下了佩莱格里尼，完成了罗马一线队首秀。
2020年9月8日，里卡尔迪租借加盟了意乙球队佩斯卡拉，租期到2021年6月30日。

## 国家队生涯
2018年，他随意大利U17打进了U-17欧锦赛的决赛，他也在赛事中打入了两粒进球。